# Yanna Yova
A Yanna Yova egy magyar együttes, a Makám 14. nagylemeze, melyen tíz dal szerepel.

## Résztvevők
- Hornai Zóra – Ének
- Korzenszky Klára – Ének
- Horváth Olga – Hegedű, ének
- Eredics Dávid – Klarinét, kaval, szaxofon, harmónium
- Krulik Zoltán – Gitár, tampura, harmónium, ének, szöveg
- Boros Attila – Basszusgitár
- Keönch László – Dobok, cajon, udu, gulró, aquaphone, dorombének, kolomp

## Számlista
| 1.    | Távol      | 4:54 |
| 2.    | Mozi       | 3:51 |
| 3.    | Yanna Yova | 4:42 |
| 4.    | Hazafelé   | 5:12 |
| 5.    | Tolvaj idő | 5:12 |
| 6.    | Soha már   | 4:20 |
| 7.    | Sms        | 5:15 |
| 8.    | Világoskék | 4:05 |
| 9.    | Hova tűnt  | 4:32 |
| 10.   | Ahmedabad  | 5:33 |
| 47:18 |            |      |

## Kiadás
| Ország       | Dátum | Kiadó     | Formátum |
| ------------ | ----- | --------- | -------- |
| Magyarország | 2009  | Z Paraván | CD       |